# Деллекер (Каліфорнія)
Деллекер (англ. Delleker) — переписна місцевість (CDP) в США, в окрузі Плумас штату Каліфорнія. Населення — 802 особи (2020).

## Географія
Деллекер розташований за координатами 39°48′47″ пн. ш. 120°29′24″ зх. д. / 39.81306° пн. ш. 120.49000° зх. д. (39.813139, -120.490065).  За даними Бюро перепису населення США в 2010 році переписна місцевість мала площу 7,18 км², з яких 7,17 км² — суходіл та 0,00 км² — водойми.

## Демографія
Згідно з переписом 2010 року, у переписній місцевості мешкало 705 осіб у 267 домогосподарствах у складі 178 родин. Густота населення становила 98 осіб/км².  Було 330 помешкань (46/км²).
Расовий склад населення:
| - 71,3 % — білих - 3,3 % — корінних американців - 1,0 % — чорних або афроамериканців - 0,4 % — азіатів - 18,9 % — осіб інших рас |

До двох чи більше рас належало 5,1 %. Частка іспаномовних становила 26,4 % від усіх жителів.
За віковим діапазоном населення розподілялося таким чином: 28,2 % — особи молодші 18 років, 60,5 % — особи у віці 18—64 років, 11,3 % — особи у віці 65 років та старші. Медіана віку мешканця становила 37,3 року. На 100 осіб жіночої статі у переписній місцевості припадало 95,3 чоловіків;  на 100 жінок у віці від 18 років та старших — 85,3 чоловіків також старших 18 років.
За межею бідності перебувало 1,9 % осіб, у тому числі 0,0 % дітей у віці до 18 років та 0,0 % осіб у віці 65 років та старших.
Цивільне працевлаштоване населення становило 222 особи. Основні галузі зайнятості: освіта, охорона здоров'я та соціальна допомога — 28,8 %, виробництво — 22,1 %, фінанси, страхування та нерухомість — 18,9 %, роздрібна торгівля — 18,5 %.